# Юнжень
26°03′37″ пн. ш. 101°40′12″ сх. д. / 26.06024° пн. ш. 101.67003° сх. д.
Юнжень (кит. 永仁县, пін. Yŏngrén Xiàn) — один із повітів КНР у складі Чусюн-Їської автономної префектури, провінція Юньнань. Адміністративний центр — містечко Юндін.

## Географія
Юнжень лежить на півночі Юньнань-Гуйчжоуського плато в горах Байцаолін. Північним кордоном повіту слугує річка Цзіньша.

### Клімат
Повіт знаходиться у зоні, котра характеризується океанічним кліматом субтропічних нагір'їв. Найтепліший місяць — червень із середньою температурою 23,5 °C. Найхолодніший місяць — грудень, із середньою температурою 9,8 °С.
| Клімат повіту Юнжень                               | Клімат повіту Юнжень | Клімат повіту Юнжень | Клімат повіту Юнжень | Клімат повіту Юнжень | Клімат повіту Юнжень | Клімат повіту Юнжень | Клімат повіту Юнжень | Клімат повіту Юнжень | Клімат повіту Юнжень | Клімат повіту Юнжень | Клімат повіту Юнжень | Клімат повіту Юнжень | Клімат повіту Юнжень |
| Показник                                           | Січ.                 | Лют.                 | Бер.                 | Квіт.                | Трав.                | Черв.                | Лип.                 | Серп.                | Вер.                 | Жовт.                | Лист.                | Груд.                | Рік                  |
| Середній максимум, °C                              | 19,5                 | 22,2                 | 25,5                 | 28,3                 | 29,2                 | 29                   | 28                   | 27,9                 | 26,3                 | 24,3                 | 21,6                 | 19                   | 25,1                 |
| Середня температура, °C                            | 10,2                 | 13,1                 | 16,9                 | 20,3                 | 22,6                 | 23,5                 | 22,8                 | 22,2                 | 20,5                 | 17,8                 | 13,2                 | 9,8                  | 17,7                 |
| Середній мінімум, °C                               | 2,3                  | 4,6                  | 8,3                  | 12,4                 | 16,4                 | 19                   | 19                   | 18,3                 | 16,7                 | 13,5                 | 7,4                  | 3,1                  | 11,8                 |
| Норма опадів, мм                                   | 8.5                  | 4.8                  | 7.6                  | 16.2                 | 61.8                 | 150.2                | 194.5                | 157.9                | 148.3                | 78.4                 | 18.6                 | 3.9                  | 850.7                |
| Вологість повітря, %                               | 60                   | 50                   | 45                   | 47                   | 55                   | 70                   | 79                   | 81                   | 82                   | 79                   | 74                   | 70                   | 66                   |
| -------------------------------------------------- | -------------------- | -------------------- | -------------------- | -------------------- | -------------------- | -------------------- | -------------------- | -------------------- | -------------------- | -------------------- | -------------------- | -------------------- | -------------------- |
| Джерело: Дані метеостанції №56669 (КНР, 1991-2020) |                      |                      |                      |                      |                      |                      |                      |                      |                      |                      |                      |                      |                      |